# Rasmus Bartsch
Rasmus Bartsch, född 1671, död på 1710-talet, var en svensk konstnär verksam på Gotland. Han var son till Johan Bartsch den yngre.
Bartsch föddes som andre son till Johan Bartsch den yngre och hans första hustru Anna Johansdotter Holst. Efter det att den äldre brodern dött i unga år, förväntades Rasmus Bartsch ta över faderns målarverkstad. Vid 17 års ålder sattes han i lära hos Petter Lindhult i Stockholm. Senast 1694 var han åter på Gotland. Hans äldsta daterade arbeten härrör från 1701, men redan 1698 utförde han enligt kyrkoräkenskaperna måleriarbeten i långhustaket i Alva kyrka. Arbeten av Rasmus Bartsch återfinns i tolv kyrkor på Gotland. Till skillnad från fadern och farfadern bosatte han sig på gotländska landsbygden och var åtminstone 1698–1703 bosatt i Liffedarve i Eskelhems socken.
Rasmus Bartsch avled troligen i pestepidemin som 1710–1712 drabbade Gotland.